# Rozrzutka (botanika)

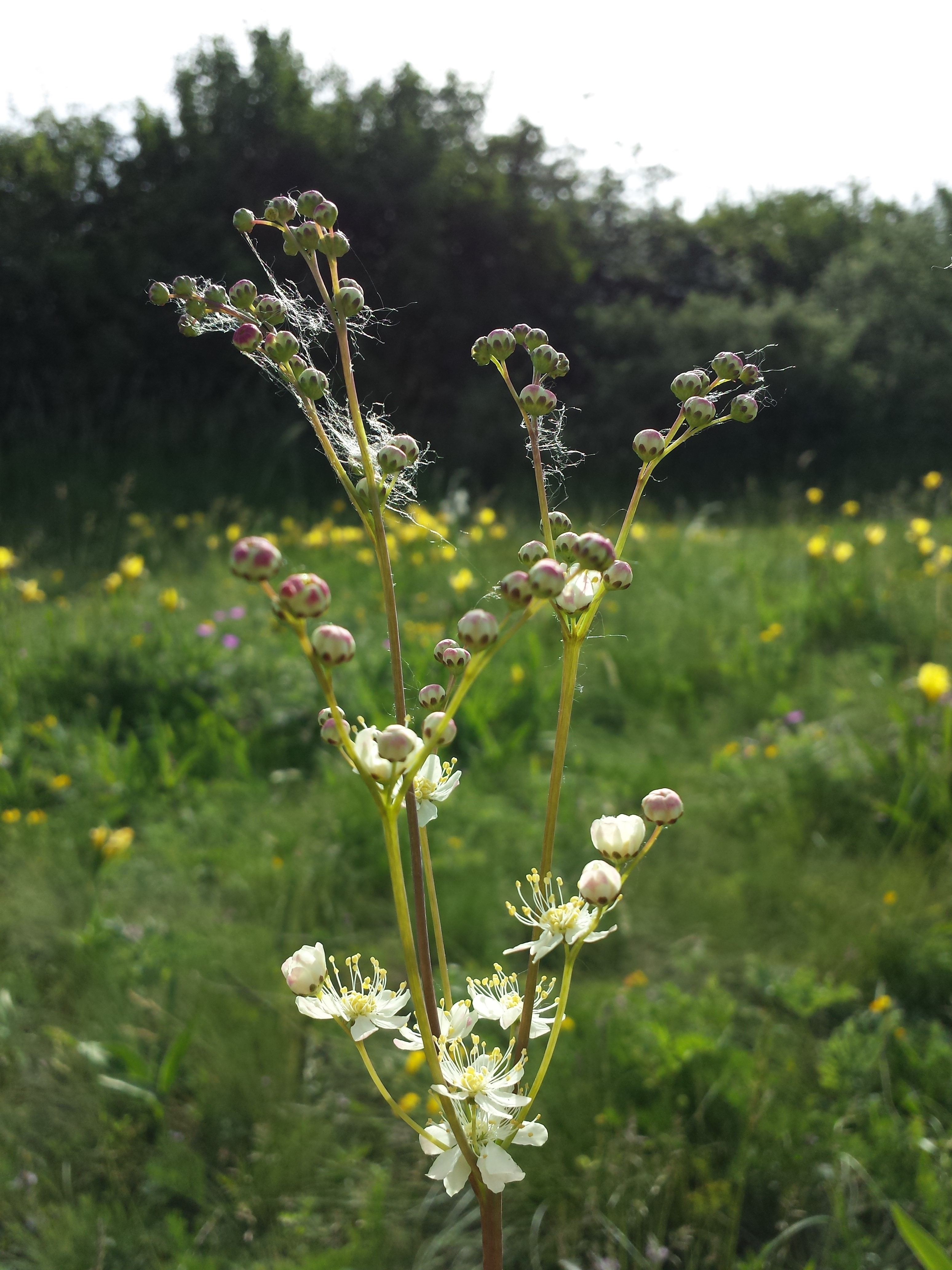
Rozrzutka u wiązówki bulwkowej

Rozrzutka (łac. anthella) – typ kwiatostanu złożonego o rozgałęzieniach typu wiechowatego lub wierzchotkowych, którego odgałęzienia zewnętrzne (odosiowe, dystalne) są dłuższe od wewnętrznych (doosiowych, proksymalnych). W efekcie kwiaty bliżej centrum kwiatostanu są niżej położone niżeli te z jego zewnętrznej części. Kwiatostany tego typu występują m.in. u sitów i kosmatek.